# François Bouchard (Eishockeyspieler, 1988)
François Bouchard (* 26. April 1988 in Sherbrooke, Québec) ist ein ehemaliger kanadischer Eishockeyspieler, der im Verlauf seiner aktiven Karriere zwischen 2004 und 2022 unter anderem 301 Spiele für die Hershey Bears und Connecticut Whale in der American Hockey League (AHL) auf der Position des rechten Flügelstürmers bestritten hat. Mit den Hershey Bears gewann Bouchard in den Jahren 2009 und 2010 den Calder Cup. Sein älterer Bruder Pierre-Marc Bouchard sowie sein Cousin Pierre-Alexandre Parenteau waren ebenfalls professionelle Eishockeyspieler.

## Karriere
Bouchard spielte zunächst bei den Drakkar de Baie-Comeau in der kanadischen Juniorenliga Ligue de hockey junior majeur du Québec (LHJMQ), wo er in der Saison 2006/07 mit 125 Scorerpunkten Topscorer der Liga wurde und mit der damit verbundenen Trophée Jean Béliveau ausgezeichnet wurde. Beim NHL Entry Draft 2006 war der Flügelstürmer zuvor als 35. in der zweiten Runde von den Washington Capitals aus der National Hockey League (NHL) ausgewählt worden.
Die Capitals beriefen ihn zu Beginn der Saison 2008/09 erstmals in ihren NHL-Kader, nachdem Bouchard zuvor schon einige Erfahrung beim Farmteam Hershey Bears in der American Hockey League (AHL) gesammelt hatte. Ohne ein Spiel in der NHL absolviert zu haben, wurde der Angreifer jedoch nach wenigen Wochen zurück in die AHL geschickt. In der Folge spielte Bouchard bis zum Ende der Saison 2010/11 ausschließlich für Hershey. Mit dem Team gewann er in den Jahren 2009 und 2010 jeweils die Meisterschaft der AHL in Form des Calder Cups, ehe er von den Washington Capitals im November 2011 im Tausch für Tomáš Kundrátek zu den New York Rangers transferiert wurde. Dort absolvierte der Angreifer die Spielzeit 2011/12 bei deren AHL-Kooperationspartner Connecticut Whale.
Nachdem der Franko-Kanadier über den Sommer 2012 hinaus kein neues Vertragsangebot der Rangers erhalten hatte, schloss er sich im Oktober 2012 als Free Agent zunächst den Cincinnati Cyclones aus der ECHL an. Bereits nach 20 Einsätzen wechselte Bouchard jedoch im Dezember desselben Jahres zum kroatischen Hauptstadtverein KHL Medveščak Zagreb, der am Spielbetrieb der österreichischen Erste Bank Eishockey Liga (EBEL) teilnahm. Von dort zog es den Offensivspieler im Sommer 2013 für zwei Jahre in die schwedische HockeyAllsvenskan, wo er jeweils ein Jahr beim IK Oskarshamn und Södertälje SK in der Zweitklassigkeit verbrachte. Mit Södertälje stieg Bouchard am Saisonende in die drittklassige Hockeyettan ab und verließ den Verein daraufhin, um in die italienische Serie A zu wechseln. In Diensten des HC Pustertal wurde er mit dem Klub Vizemeister. Er selbst sicherte sich zudem den Titel des besten Torschützen in der Hauptrunde. Das Spieljahr 2016/17 absolvierte der Stürmer bei den Boxers de Bordeaux in der französischen Ligue Magnus.
In der Spielzeit 2017/18 pausierte Bouchard und bestritt keine Spiele. Erst zur Saison 2018/19 schloss sich der Kanadier den Dundee Stars aus der britischen Elite Ice Hockey League (EIHL) an. Anschließend kehrte er im Sommer 2019 in seine Heimatprovinz Québec zurück, wo er in den folgenden drei Jahren vor dem Hintergrund der COVID-19-Pandemie mit Unterbrechungen bei den Pétroliers du Nord in der semiprofessionellen Ligue Nord-Américaine de Hockey (LNAH) auflief. Daraufhin trat der 34-Jährige nicht mehr in Erscheinung.

## Erfolge und Auszeichnungen
| - 2006 Teilnahme am CHL Top Prospects Game - 2007 Trophée Jean Béliveau - 2007 LHJMQ Second All-Star Team - 2009 Calder-Cup-Gewinn mit den Hershey Bears | - 2010 Calder-Cup-Gewinn mit den Hershey Bears - 2016 Italienischer Vizemeister mit dem HC Pustertal - 2016 Bester Torschütze der Serie-A-Hauptrunde |

## Karrierestatistik

### International
Vertrat Kanada bei:
- World U-17 Hockey Challenge 2005
- U18-Junioren-Weltmeisterschaft 2006

(Legende zur Spielerstatistik: Sp oder GP = absolvierte Spiele; T oder G = erzielte Tore; V oder A = erzielte Assists; Pkt oder Pts = erzielte Scorerpunkte; SM oder PIM = erhaltene Strafminuten; +/− = Plus/Minus-Bilanz; PP = erzielte Überzahltore; SH = erzielte Unterzahltore; GW = erzielte Siegtore; 1 Play-downs/Relegation; Kursiv: Statistik nicht vollständig)